# Vulgus
Vulgus (バルガス?) es un videojuego del género shooter de desplazamiento vertical desarrollado y publicado por Capcom en Japón en 1984 y lanzado en América del Norte por SNK el mismo año. La palabra "Vulgus" viene del latín y significa "gente común", la gente de las capas bajas de la sociedad. El juego fue el primer videojuego de Capcom. El título está incluido en el Capcom Classics Collection y ahora está disponible como freeware.

## Jugabilidad
El jugador controla una nave espacial con un único objetivo: destruir a los enemigos entrantes. El buque cuenta con dos armas diferentes: un arma primaria con munición infinita y un suministro limitado de bombas. Al recoger los iconos de "Prisionero de guerra", que aparecen esporádicamente a lo largo de los niveles, el jugador puede reponer los suministros. Similar a Xevious , el juego no tiene niveles distintos; el fondo se alterna entre la superficie de un planeta y un campo espacial. El juego se repite con mayor dificultad hasta que el jugador ha perdido tres vidas.

## Ports y versiones relacionados
Un juego aparentemente relacionado fue desarrollado para la Nintendo Entertainment System titulado Titan Warriors, pero en última instancia fue cancelado.
Vulgus está disponible en la compilación Capcom Generation 3 de PlayStation y Sega Saturn . El juego también se incluyó en el Capcom Classics Collection que apareció el 2005 para la PlayStation 2 y Xbox y en el Capcom Classics Collection Reloaded para la PlayStation Portable .
En 2001, Capcom lanzó Vulgus como freeware para PC y PDA IBM. El port fue hecho por Hanaho, creadores de la palanca de mando Hotrod .
Captain Commando toma buena nota de la posición Vulgus 'en la historia del juego como el primer juego de Capcom en una de sus Marvel vs Capcom ganar cotizaciones . Deadpool también establece, en Ultimate Marvel vs Capcom 3 para una cita para todos que él continuará peticionar Capcom para Vulgus 2.
El icono Pow se reutiliza en muchos otros juegos de Capcom, como 1941: Counter Attack , Bionic Commando y Exed Exes . Asimismo, el enemigo Yashichi ha hecho apariciones posteriores en muchos juegos de Capcom, por lo general en un papel más benigno como un power-up. Valgas , un jefe del juego de peleas Power Stone, tiene su nombre sobre la base de este juego.